# 103a Brigada Mixta (Exèrcit Popular de la República)
La 103a Brigada Mixta va ser una unitat de l'Exèrcit Popular de la República creada durant la Guerra Civil Espanyola. Al llarg de la contesa va romandre destinada al front d'Extremadura.

## Historial
La unitat va ser creada el març de 1937 a Cieza a partir de forces milicianes i de reclutes, procedents dels reemplaçaments de 1931 i 1936. La prefectura de la 103a BM va recaure en el tinent coronel Germán Madroñero López, mentre que el major de milícies Copérnico Ballester Francés fou nomenat cap d'Estat Major. Inicialment la unitat va quedar assignada com a reserva, i després fou assignada a la 38a Divisió.
En els seus inicis la 103a BM ocupava les posicions del Cerro de los Baños i Peña de l'Aguila, al sector de Villaharta, comptant amb el seu lloc de comandament a Los Pedroches. Desués passaria a cobrir el front comprès entre La Granjuela i el riu Zújar. No va prendre part en operacions militars de rellevància.
El gener de 1938 un atac franquista contra les posicions de la brigada fortes baixes i va suposar la pèrdua d'un dels seus batallons. Mesos després va sofrir un altre atac enemic que la va desallotjar de Los Blázquez, la qual cosa va suposar la destitució del seu llavors cap —el major de milícies Jesús Beguiristain Matesanz. Va ser retirada a Chillón i sotmesa a una reorganització, romanent un temps retirada de les operacions de primera línia; en aquest temps va cedir alguns els seus batallons per a reforçar a les desgastades 51a i 38a divisions. Posteriorment tornaria al front, passant a cobrir el front que anava des de Sierra Navarra fins al riu Zújar.

## Comandaments
Comandants
- Tinent coronel d'infanteria Germán Madroñero López;
- Major de milícies Jesús Beguiristain Matesanz;
- Major de milícies Juan García López;
- major de milícies Bartolomé Fernández Ladreda?;

Comissaris
- Ricardo Blasco Pueyo, d'IR;[5]

Caps d'Estat Major
- major de milícies Copérnico Ballester Francés;